# C33 (chaîne de télévision)
Pour les articles homonymes, voir C33 (homonymie).
 (janvier 2017).
Si vous disposez d'ouvrages ou d'articles de référence ou si vous connaissez des sites web de qualité traitant du thème abordé ici, merci de compléter l'article en donnant les références utiles à sa vérifiabilité et en les liant à la section « Notes et références ».
C33 est une chaîne de télévision francophone libanaise créée en 1988 par la société LBC au Liban. Elle fait partie à partir de 1992 du Groupe LBC et elle est considérée comme l'alternative francophone de LBCI. Un grand succès entraîne ses programmes variés qui inspirent le public francophone.
De nombreuses émissions sont diffusées sur son antenne dont l'une des plus célèbres : le grand talk-show Kalam Elnas (en français : Les paroles des gens), une émission politique qui accueille les plus grands noms de la politique libanaise, du Moyen-Orient, de la France et toutes les personnalités de différents milieux sociaux. Ce show est reconduit sur sa chaîne sœur LBCI en 1995.
Une autre émission était diffusée : toute la ville chante et danse, c'était un show musical qui réunissait différentes personnalités du monde de la chanson.
En 1996, la C33 est arrêtée en raison de la baisse des audiences et d'un marché publicitaire déficitaire.

## Historique de la chaîne
Dans les années 1980, le paysage francophone au Liban était renforcé par les journaux francophones et par la chaîne Le Neuf. L'influence de la France et de la langue française sur les libanais devient importante à une époque, où les liens politiques entre personnalités françaises et libanaises sont sujets de journal télévisé et de manchette de journaux d'une part, et où la francophilie libanaise se reconvertit entre citoyens libanais et expatriés en France d'autre part. C'était surtout cette tentative française de conquérir l'état culturel libanais en renforçant l'appartenance francophone des libanais par l'intermédiaire de l'Institut Français Du Liban, la Mission Culturelle en diffusant des émissions françaises sur la seule chaîne francophone de l'époque : la TL3 (ancien nom de Le Neuf).               
Toutefois, Le Neuf tombait dans des difficultés financières depuis la fin des années 1970, d'où le manque de ressources pour adapter des émissions à forte renommée. Entre solutions financières et rennaissances des programmes, le directeur de la LBC, concurrente directe de Télé Liban, trouve le bon plan en 1987 pour lancer une chaîne francophone qui pourrait suivre le mouvement francophone dans le pays. L'État français s'engagea pour participer au financement du projet qui put finalement être réalisé l'année suivante.
La concurrence espérée aux côtés de Le Neuf était atteinte. À ses débuts, les émissions diffusées inspiraient un grand nombre de francophones qui désiraient se divertir par de nouvelles adaptations. La C33 a diffusé pendant ses débuts l'A2 Journal du 20h en raison du financement de cette dernière par Antenne 2 (chaîne française publique à l'époque). Ce succès ne durera pas longtemps, les audiences de cette chaîne commencent à s'éroder entre 1993 et 1994 pour deux raisons : la première qui fut " la perte de vitesse du français ", d'où la recherche d'émissions n'intéressant que la part académique des téléspectateurs, la deuxième raison n'était d'autre que la diminution d'utilisation de la bande UHF par les services de diffusion des chaînes de télévision qui entraînait la restriction  de la chaîne des yeux de ces derniers.
Cette situation ne cessait de se poursuivre. La C33, selon la directrice de ses programmes, devient non rentable. L'idée de proposer une nouvelle émission politique, mais cette fois en arabe, est survenue chez le directeur de la chaîne pour la faire renaître. En 1994, Kalam Elnas (en français : Paroles des gens) est lancée mais aussi diffusée sur la LBCI, chaîne principale du Groupe LBC. Ce talk-show politique rencontre un franc succès. Cependant, lors du déménagement du groupe à Adma en 1996, la chaîne est totalement abandonnée avec toutes ses émissions, seule Kalam Elnas reste sur LBCI jusqu'en 2016, devenant ainsi une des émissions politiques les plus regardées au Liban.